# مينة شائعة
المَيْنة الشائعة  أو المينة الهندية (الاسم العلمي: Acridotheres tristis) (بالإنجليزية: Common Myna)‏ هو طائر من الفصيلة الزرزورية، موطنه الأصلي آسيا. وهو طائر آكل للحوم في الغابات المفتوحة ويتمتع بغريزة إقليمية قوية، وقد تكيف بشكل جيد مع البيئات الحضرية.
يتزايد نطاق طائر المينة الشائع بمعدل سريع لدرجة أنه في عام 2000 أعلنت لجنة بقاء الأنواع التابعة للاتحاد الدولي لحفظ الطبيعة (IUCN) أنها احد أكثر الأنواع الغازية في العالم واحدة ثلاثة طيور فقط مدرجة ضمن "100 أسوأ الأنواع الغازية الدخيلة في العالم" والتي تشكل تهديدًا في التنوع البيولوجي والزراعة والمصالح الإنسانية. على وجه الخصوص، يشكل هذا النوع تهديدًا خطيرًا للنظم البيئية في أستراليا، حيث تم تسميته "أهم مشكلة/آفة" في عام 2008.
شوهد حديثا بغرب المملكة العربية السعودية وشرق البحر الأحمر  

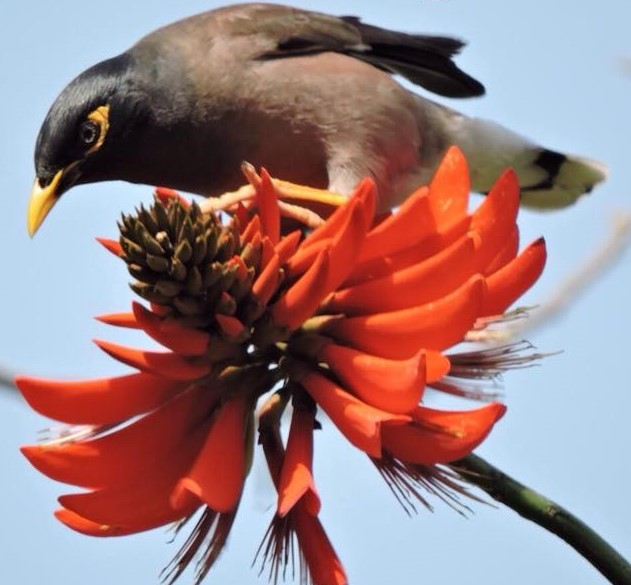
Common myna, near Sukhna lake Chandigarh, India

## الوصف
اللون بني بلون الشيكولاتة بمنقار أصفر وكذلك بقعة صفراء حول العينين والأرجل، مع مساحة بيضاء بباطن الذيل وعلى باطن الجناحين تكون على شكل عينين كبيرتين لمن يراه طائراً.

## المزايا
يتميز هذه الطائر بقدرته على إنتاج أصوات متعددة تصل إلى 5 أصوات مختلفة، كما أنه طائر اجتماعي يعيش في أزواج ويرى في جماعات ويستطيع القفز والمشي.
يتفاءل به الناس في آسيا وخصوصاً الشعب الهندي إذا ما رأوه في أزواج وليس فرادى ويعتبرونه في هذه الحالة فألاً سعيداً - وتلك هي حالته الطبيعية إذ انه يعيش مع رفيقه مدى الحياة.

## معلومات أخرى
ينتشر في جنوب شرق آسيا واندونيسيا والصين والهند والبحرين وحالياً يلحظ انتشارها بشكل كبير في شرق السعودية. طوله 35 سنتيمتر، ويغتذي بوجبة الديدان – فواكة مقطعة – الخبز المغموس بالماء طعام المينا الخاص (وهو يباع جاهزاً في محلات الطيور)، الجنس غير واضح وغالباً فالذكر ذو وقفة شامخة أكثر من الأنثى الانسجامية بشكل فردي إذا كان الغرض التمتع بمواهبه الصوتية أو أزواج إذا كان الغرض محاولة التناسل، ويبلغ عمره التقريبي أكثر من 25 سنة، ويعد المينة من الطيور المتكلمة وهي في المراتب الأولى إذ تستطيع هذه الطيور التكلم بوضوح وكما أنها لا تخشى من التحدث حتى أمام الغرباء إذ إنها جريئة بعكس الببغاوات، وعند التكاثر تضع الأنثى من 2 – 3 بيضات ذات لون فيروزي باهت وبها بقع بنية اللون وكلا الأبوين حاضن للبيض، وفترة الحضانة من 16 – 17 يوم، تغادر الصغار العش بعد 20 يوماً من الفقس.

## طالع
مينة (طائر)